# Masca

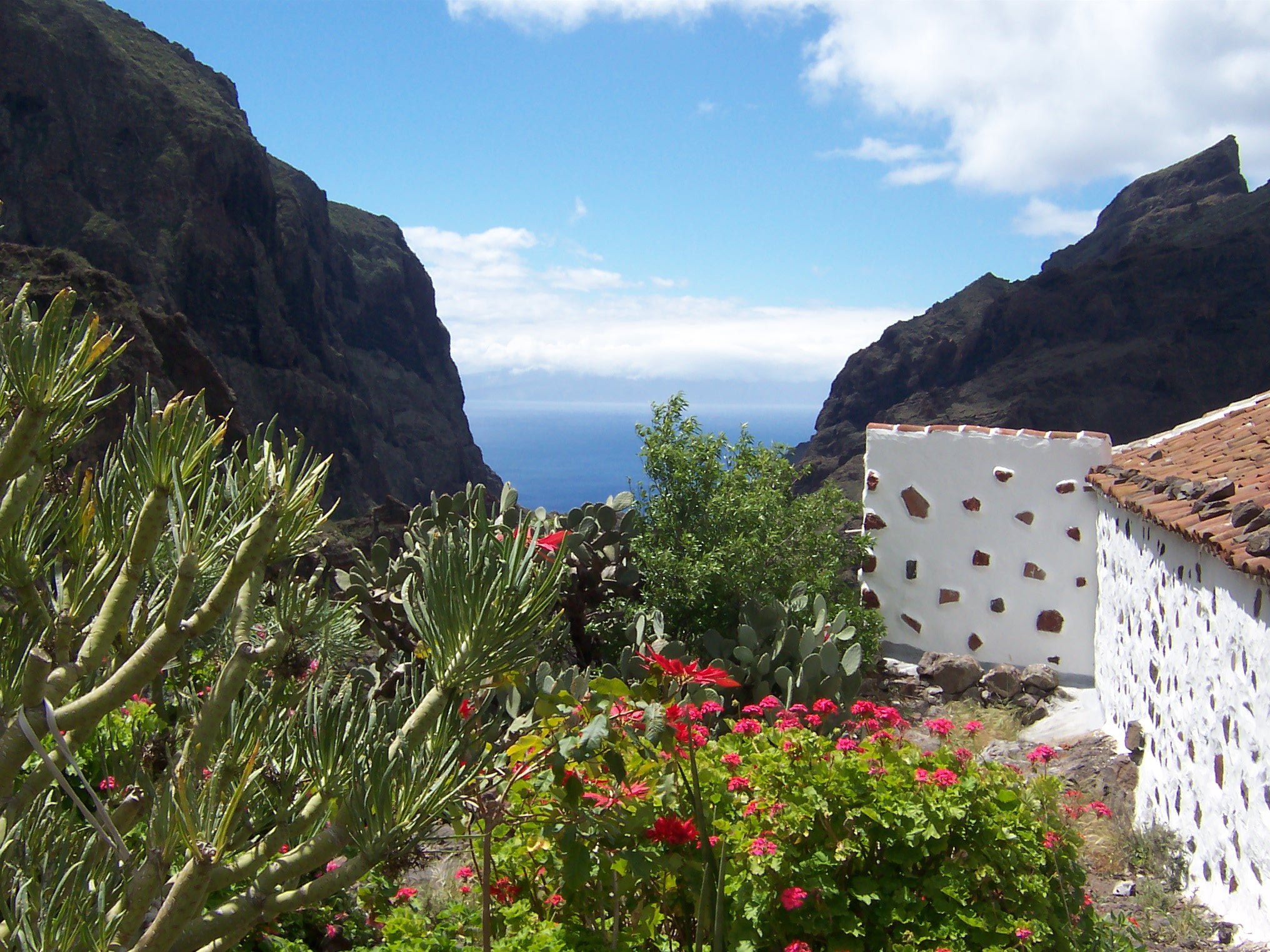
La Gomera látképe Mascából

Masca hegyi falucska Tenerife szigetének északnyugati csücskében, a Kanári-szigeteken, mintegy 650 méteres magasságban a Macizo de Teno hegységben, ciprus- és pálmaerdők között.
Mintegy száz lakója van.
A Masca-szurdokban egy hosszanti gerincen helyezkedik el, látványos helyen. Népszerű turistacélpont. Az Atlanti-óceán partjáról háromórás, nehéz túrával érhető el. Közúton is megközelithető egy rendkivül kanyargós, keskeny, egysávos hegyi úton.

## Fordítás
- Ez a szócikk részben vagy egészben  a   Masca című angol Wikipédia-szócikk ezen változatának fordításán alapul.  Az eredeti cikk szerkesztőit annak laptörténete sorolja fel. Ez a jelzés csupán a megfogalmazás eredetét és a szerzői jogokat jelzi, nem szolgál a cikkben szereplő információk forrásmegjelöléseként.